# Bienvenido Mascaray Sin
Bienvenido Mascaray Sin (Campo, Ribagorça, 1937) és un mestre i advocat aragonès jubilat, actualment dedicat a la investigació i divulgació en lingüística i història. És autor de llibres de relats i poesia en la seva llengua, l'aragonès ribagorçà, i ha escrit assaigs sobre la variant de la seva comarca, l'aragonès campès. El seu principal camp d'estudi és el de la llengua ibèrica, amb especial dedicació a la toponímia.
Després d'uns anys fent de mestre a l'escola pública durant el franquisme, va deixar la professió i es va llicenciar en dret. Més tard, va fer de director general a diverses empreses privades repartides per les províncies de Lleida, Saragossa, Madrid i Navarra, on ha residit durant anys.
És fundador i president de l'«Asociación de afectados por el embalse Lorenzo Pardo» (entitat que lluità amb èxit contra un projecte d'embassament projectat el 1976 que, entre d'altres, hagués deixat colgat per l'aigua el poble de Campo) i ha estat molt vinculat a l'activisme d'aquesta zona mitjana de la Ribagorça. Ha estat membre, també, del Consello d'a Fabla Aragonesa. Un cop jubilat, ha publicat diversos assaigs teòrics sobre lingüística ibèrica, en els quals defensa la tesi de la connexió d'aquesta llengua amb el basc i la seva plena intel·ligibilitat a partir del mètode que anomena «deconstructiu».

## Obres
Font:
1. Benas, trallo y fuellas (1984) - Poesia en aragonès campès.[6]
2. El ribagorzano desde Campo (1994) - Gramática de la variant aragonesa de Campo.
3. El misterio de la Ribagorza (2000) - Assaig sobre toponímia i lingüística.
4. De Ribagorza a Tartessos (2002) - Assaig sobre toponímia i lingüística.
5. Baliaride. Toponimia, lengua y cultura ibéricas en Les Illes (2004) - Assaig sobre toponímia i lingüística.
6. Toponímia altaragonesa (iniciada el 2006), sèrie d'articles setmanals publicats al Diario del Alto Aragón.
7. Vocabulario del habla de Campo (Ribagorza, Huesca) (2013) - Assaig sobre la variant aragonesa de Campo.
8. Nosotros, los iberos (Interpretación de la lengua ibérica). Vol. I (2019) - Assaig sobre toponímia, etnonímia i lingüística.
9. Nosotros, los iberos (El pueblo ibero según los textos epigráficos). Vol. II (2022).